# NASCAR Rivals
NASCAR Rivals é um videogame de corrida que simula a temporada 2022 da NASCAR Cup Series. Está sendo desenvolvido pela Motorsport Games e atualmente está programado para ser lançado em 14 de outubro de 2022 exclusivamente no Nintendo Switch.

## Jogabilidade

### Características
Em um comunicado à imprensa, a Motorsport Games anunciou vários recursos para o jogo, entre os recursos preexistentes de jogos antigos. No lançamento, a Motorsport Games promete "uma variedade de modos diferentes", incluindo um modo de carreira, um modo de desafio onde o jogador joga certos cenários em corridas da NASCAR e um modo "corrida agora" que permite ao jogador correr em qualquer pista em o jogo com qualquer driver. Além disso, a Motorsport Games também prometeu uma cabine de pintura aprimorada para carros personalizados e três formas de multiplayer: tela dividida, multiplayer online com 16 jogadores e multiplayer local com oito jogadores.

## Lançamento
Em 23 de julho de 2022, o site de corrida eSport Traxion anunciou que a Amazon tinha uma nova listagem, um novo videogame da Motorsport Games à venda chamado "NASCAR Rivals".
Em um comunicado de imprensa em 17 de agosto de 2022, a Motorsport Games anunciou oficialmente que o jogo seria lançado em 14 de outubro de 2022 com pré-encomendas a partir de 24 de agosto. A Motorsports Games também anunciou que o jogo do jogo seria lançado em 24 de agosto.

## Promoção
Em 23 de agosto de 2022, a Motorsport Games anunciaria que o NASCAR Rivals se tornaria o principal patrocinador da equipe NASCAR Cup Series 78 da Live Fast Motorsports no Coke Zero Sugar 400 de 2022.